# Distretto di Güneysınır
Il distretto di Güneysınır (in turco Güneysınır ilçesi) è uno dei distretti della provincia di Konya, in Turchia.